# Лорд
Лорд (англ. lord «господин, хозяин, владыка») — обращение к титулованному человеку в Великобритании, а также лицо, носящее любой титул. Исторически данное обращение носят преимущественно представители высшей британской аристократии. По отношению к женщинам вместо обращения лорд используется титулобращение леди. Титул лорд часто называют титулом вежливости, и его можно использовать вместо более формальных титулов.

## Этимология слова
Современное слово лорд исторически происходит от древнеанглийского слова hlāford < *hlāfweard, возникшего путём сложения англосаксонских слов hlāf «хлеб» и weard «опекун, сторож». То есть лорд буквально значит — «хранитель хлеба». На современном английском это словосочетание можно произнести как loaf-ward (опекающий каравай, опекун каравая).
В слове исторически отразился древне-германский племенной обычай почитания вождя, обеспечивающего пищей членов своего племени или рода.
Женская форма 'леди' также происходит от древнеанглийского hlǣfdige (замешивающая хлеб), сравните с современными английскими словами loaf — хлеб, каравай и dough — тесто).

## Феодализм
Первоначально этот титул использовался для обозначения всех принадлежащих к сословию феодалов-землевладельцев. В этом значении термин «лорд» (фр. seigneur («сеньор»)) противопоставляется термину «крестьянство», обозначающему живущих на его землях и обязанных ему верностью и феодальными повинностями. Позднее появилось более узкое значение — «лорд манора», феодал-держатель земель непосредственно от короля, в отличие от рыцарей (джентри в Англии, лэрды в Шотландии), которые владели землями, принадлежащими другим феодалам.

## Пэрство
С возникновением в XIII веке парламентов в Англии и Шотландии феодалы получили право непосредственного участия в парламенте, причём в Англии была сформирована отдельная верхняя палата лордов (палата пэров) парламента. Пэры заседали в Палате лордов по праву рождения, тогда как прочие феодалы должны были избирать своих представителей в палату общин по графствам. Таким образом титул «лорды» стал собирательным для пяти рангов британского пэрства: герцог, маркиз, эрл (граф), виконт и барон.
Если первоначально титул пэра присваивался только дворянам, посвященным в рыцари, то с XVIII—XIX веков пэрство стало жаловаться представителям иных слоёв общества, прежде всего буржуа. Также титул лорда используют «лорды духовные» — 26 епископов Церкви Англии, заседающих в Палате лордов. В XX веке стала распространённой практика предоставления титула пэра пожизненно без права наследования, — такие титулы создаются исключительно в ранге барона и обычно присваиваются профессиональным политикам (для вызова в Палату лордов), юристам (для исполнения судебных функций палаты лордов), а также крупнейшим деятелям науки и искусства в качестве признания их заслуг. В настоящее время наследственные титулы присваиваются только в исключительных случаях членам королевской семьи.
Титул «лорд» чаще всего используется для обозначения низших четырёх рангов пэрства. Например, бароны практически всегда именуются «лорд <титул>», и очень редко «барон <титул>» — кроме пэров-женщин в ранге баронессы, которые обычно именуются «баронесса <титул>». В Шотландии низшим в системе пэрских рангов является лорд парламента, так как дарование титула лорда дворянам давало им возможность принимать непосредственное участие в парламенте Шотландии, и зачастую не было связано с появлением у таких лиц земельных владений на праве держания от имени короля.
Для маркизов, виконтов, и графов именование «лорд <титул>» также является общепринятым наряду с конструкцией «<ранг> <титул>». Для герцогов допустимо только именование «герцог <титул>». Для именования пэров вместе с титулом «лорд» не употребляется имя и фамилия — такая конструкция зарезервирована для «титула учтивости» сыновей пэров старших рангов, не имеющих подчинённых титулов. Титул пэра обычно состоит из его гражданского фамильного имени и официального название управляемой области, а для краткости обычно упоминаться только первая часть титула.
При личном обращении к пэрам-мужчинам используется англ. My Lord («мой господин») или «лорд <титул>». Для герцогов используется «ваша милость» (англ. Your Grace) или «герцог <титул>». В наиболее формальных случаях (например на Открытии сессии парламента) используется архаичное «ваше лордство» (англ. Your Lordship). Часто употребляемое в русском языке обращение «милорд» пришло из французского языка, — такое обращение использовалось во Франции XIX века по отношению к любому путешествующему англичанину независимо от принадлежности к пэрству.

## Титул учтивости
Право присвоения пэрского достоинства имеет только суверен как «источник чести»; титулы передаются по наследству (обычно по мужской линии) и в соответствии с принципом первородства. При этом ранги пэров присваиваются последовательно — к титулам старших рангов имеется набор титулов младших рангов, т. н. «подчинённые титулы» (англ. subsidiary title). Такие младшие титулы и звание лорда также может использоваться детьми дворян трёх высших рангов (герцогов, маркизов и графов) в качестве почётного «титула учтивости» (англ. courtesy title); это однако не означает, что дети пэров также являются пэрами. Лицо, которое не является пэром (и не является сувереном), считается простолюдином; члены семьи пэров также могут считаться простолюдинами, хотя они относятся к классу джентри (младшего дворянства, как и баронеты, рыцари, эсквайры и джентльмены).
Старшими детьми пэра — наследниками пэрства, их старшими детьми и внуками (то есть старшими внуками и правнуками пэра), а также их жёнами в качестве «титула по обычаю» могут использоваться подчинённые титулы этого пэра, выделяемые в порядке старшинства рангов. (При указании таких титулов на английском языке не упоминается определённый артикль, что служит явным указанием на то, что это «титул по обычаю».) Например, у герцога старший сын может использовать подчинённый титул маркиза, старший внук — титул графа, а старший правнук — титул виконта. К обладателям таких почётных титулов обращаются точно так же, как к настоящим лордам.
Младшие сыновья пэров двух старших рангов — герцогов и маркизов — также используют титул лорда, однако без использования подчинённых титулов; для именования титула используются гражданские имя и фамилия — «лорд <имя> <фамилия>». Для личного обращения при этом используется «сэр» или «мастер».

## Судебные должности
Судьи Верховного суда Великобритании и некоторых высших судов Англии, Шотландии и Канады используют титул лорда, не являясь при этом пэрами. Этот титул достаётся им по должности.

## Лорды-заседатели
Для исполнения обязанностей некоторых высших королевских сановников назначается комитет лордов-заседателей. Например, для исполнения обязанностей лорда Верховного адмирала существовал Комитет Адмиралтейства во главе с Первым лордом. Заседатели комиссии в этом случае коллективно именуются лордами, однако персональный титул лорда в этом случае не используется.

## Высшие сановники
Титул используется в названии восьми из девяти должностей высших королевских сановников Великобритании.